# Pardalo
O Pardalo é um ser mítico das lendas portuguesas. O  Pardalo é um onagro silveste, um  ser mágico da lenda da Dama Pé-de-Cabra.
Pardalo é a montada que a Dama pé de Cabra envia ao filho D. Inigo para este salvar o pai, D. Diogo, cativo dos mouros.
O Pardalo percorria distancias incríveis por serras e vales com a rapidez do vento, era capaz de um pulo saltar vinte ribeiras e voava como uma nuvem negra, ondeando e fazendo voltas no céu, e trazia consigo a escuridão, o vento, trovões, chuva e raios.  
No entanto, um simples cruzeiro de pedra era capaz de fazer o Pardalo  parar, rugir como uma besta-fera e tremer como varas verdes.
O Pardalo é uma montada guerreira, veloz, forte, que não necessita de alimento e que vai com D. Inigo lutar nas guerras de Leão.
Cavalga, meu cavaleiro,
No alentado corredor;
Vai salvar o bom senhor;
Vai quebrar seu cativeiro.
Pardalo, não comerás
Nem cevada nem aveia,
Não terás jantar nem ceia,
Rijo e leve voltarás.
Nem açoite, nem espora
Requer ele, oh cavaleiro!
Corre, corre bem ligeiro,
Noite e dia, a toda a hora.
Freio ou sela não lhe tires,
Não lhe fales, não o ferres,
Na carreira não te aterres,
Para trás nunca te vires.
Upa! firme! - avante, avante!
Breve, breve, a bom correr!
Um minuto não perder,
Bem que o galo ainda não cante.